# Fast & Furious (franquicia)
Fast & Furious (también conocida como Rápidos y furiosos en Hispanoamérica, y The Fast and Furious: A todo gas en España) es una franquicia de medios estadounidense centrada en una serie de películas de acción que se ocupan en gran medida de automóviles. La saga también incluye cortometrajes, una serie de televisión, espectáculos en vivo, videojuegos y atracciones de parques temáticos. Está distribuida por Universal Pictures. Si bien la saga ha tenido una baja muy importante del elenco con la muerte de Paul Walker en 2013, Vin Diesel continuó con las series de películas que le prometió al actor ya fallecido, recalcando que junto con el resto del elenco consideran que aun la saga está muy activa.
La primera película se estrenó en 2001, dando comienzo a la tetralogía original de películas centradas en las carreras callejeras ilegales, que culminó con la película Fast & Furious (2009). La franquicia hizo una transición hacia los atracos y el espionaje con Fast Five (2011), a la que siguieron cinco secuelas de ese género, la más reciente de las cuales, Fast X, se estrenó el 19 de mayo de 2023.
Se han lanzado álbumes de bandas sonoras para todas las películas, así como álbumes recopilatorios que contienen música existente escuchada en las entregas. También se han lanzado dos cortometrajes relacionados con la franquicia. DreamWorks Animation realizó una serie animada web llamada Fast & Furious: Spy Racers.
La saga ha tenido un gran éxito comercial y es la franquicia más grande de Universal, con $US 5,891 millones sólo en taquilla. A partir de 2015, la séptima entrega, Furious 7, quedó como la novena película con mayor recaudación de todos los tiempos, con una taquilla de más de $1,516,045,911 dólares. Así mismo, la franquicia es la quinta serie cinematográfica con mayores recaudaciones de la historia. La recepción crítica fue mixta principalmente para las primeras cuatro películas, mientras que las películas posteriores fueron recibidas de manera más positiva. Fuera del cine, la franquicia ha sido foco para otros medios como atracciones en Universal Studios Hollywood, espectáculos en vivo, comerciales, varios videojuegos y juguetes. También se considera que la saga es el vehículo que impulsó a los actores Vin Diesel y Paul Walker al estrellato.

## Películas
| #  | Título original                                   | Fecha de estreno    |
| -- | ------------------------------------------------- | ------------------- |
| 1  | The Fast and the Furious                          | 22 de junio de 2001 |
| –  | Turbo-Charged Prelude (cortometraje)              | 3 de junio de 2003  |
| 2  | 2 Fast 2 Furious                                  | 6 de junio de 2003  |
| 3  | The Fast and the Furious: Tokyo Drift             | 16 de junio de 2006 |
| –  | Los Bandoleros (cortometraje)                     | 28 de julio de 2009 |
| 4  | Fast & Furious                                    | 3 de abril de 2009  |
| 5  | Fast Five                                         | 29 de abril de 2011 |
| 6  | Fast & Furious 6                                  | 24 de mayo de 2013  |
| 7  | Furious 7                                         | 3 de abril de 2015  |
| 8  | The Fate of the Furious                           | 14 de abril de 2017 |
| –  | Fast & Furious Presents: Hobbs & Shaw (spin-off)  | 2 de agosto de 2019 |
| 9  | F9                                                | 25 de junio de 2021 |
| 10 | Fast X                                            | 19 de mayo de 2023  |
| –  | Fast & Furious Presents: Hobbs & Reyes (spin-off) | TBA                 |
| 11 | Fast XI                                           | Abril de 2027       |

### Cronología
| Cronología | Película                                                      |
| ---------- | ------------------------------------------------------------- |
| 1          | The Fast and the Furious                                      |
| Spin-off   | Better Luck Tomorrow                                          |
| A          | The Turbo Charged Prelude for 2 Fast 2 Furious (cortometraje) |
| 2          | 2 Fast 2 Furious                                              |
| B          | Fast & Furious 3.5: Los Bandoleros (cortometraje)             |
| 3          | Fast & Furious                                                |
| 4          | Fast Five                                                     |
| 5          | Fast & Furious 6                                              |
| 6          | The Fast and the Furious: Tokyo Drift                         |
| 7          | Furious 7                                                     |
| 8          | The Fate of the Furious                                       |
| Spin-off   | Fast & Furious Presents: Hobbs & Shaw                         |
| 9          | F9                                                            |
| 10         | Fast X                                                        |
| Spin-off   | Fast & Furious Presents: Hobbs & Reyes                        |
| 11         | Fast XI                                                       |

## La Familia

### Familia Toretto
- Dominic "Dom" Toretto (esposo de Leticia "Letty" Ortiz y padre de Brian Marcos)
- Leticia "Letty" Ortiz (esposa de Dominic "Dom" Toretto)
- Elena Neves (expareja de Dominic "Dom" Toretto y madre Brian Marcos)
- Mia Toretto (hermana de Dominic "Dom" Toretto y Jakob Toretto)
- Jakob Toretto (hermano de Dominic "Dom" Toretto y Mia Toretto)
- Brian Marcos Toretto (hijo de Dominic "Dom" Toretto y Elena Neves)
- Brian O'Conner (esposo de Mia Toretto)

### Familia Shaw
- Magdalene Shaw (madre de Deckard, Owen y Hattie)
- Deckard Shaw (hermano de Owen y Hattie)
- Owen Shaw (hermano de Deckard y Hattie)
- Hattie Shaw (hermana de Deckard y Owen y pareja de Luke Hobbs)
- Luke Hobbs (pareja de Hattie Shaw)
- Samantha Hobbs (hija de Luke Hobbs)

### Otros personajes
- Roman "Rome" Pearce
- Tej Parker
- Han Seoul-Oh
- Gisele Yashar
- Rico Santos
- Tego Leo
- Megan Ramsey
- Elle (Fue triada por Han Seoul-Oh tras la muerte de sus padres)
- Tess
- Isabel Neves

## Premios
| Películas                             | Premios | Ref    |
| ------------------------------------- | --- | ------ |
| The Fast and the Furious              | ASCAP Film and Television Music Awards, BMI Film Music Awards, Hollywood Breakthorugh Awards, MTV Movie + TV Awards, MTV Movie + TV Awards, Stinker, World Stunt Awards. | [ 4 ]  |
| 2 Fast 2 Furious                      | BMI Film Music Awards, MTV Movie + TV Awards, Teen Choice Awards. | [ 5 ]  |
| The Fast and the Furious: Tokyo Drift | MTV Movie + TV Awards. | [ 6 ]  |
| Fast & Furious                        | ASCAP Film and Television Music Awards, Leggio d'oro, MTV Movie + TV Awards, World Stunt Awards. | [ 7 ]  |
| Fast Five                             | BMI Film and Television Music Awards, IGN Summer Movie Awards, MTV Movie + TV Awards, Teen Choice Awards, World Stunt Awards. | [ 8 ]  |
| Fast & Furious 6                      | Academy of Scenes Fiction Fantasy and Horror Film USA Awards, Golden Trailer Awards, Huading Awards, IGN Summer Movie Awards, MTV Movie + TV Awards, Phoenix Film Critics Society Awards, Teen Choice Awards, World Stunt Awards. | [ 9 ]  |
| Furious 7                             | Academy of Scenes Fiction Fantasy and Horror Film USA Awards, African American Film Critics Association AAFCA, Circuit Community Awards, Black Reel Awards, Broadcast Film Critics Association Awards, Capri, Hollywood Awards, Chinese American Film Festival Awards, Denver Film Critics Society Awards, ETC Bollywood Business Awards, Georgia Film Critics Association (GAFCA) Awards, Gold Derby Awards, Golden Trailer Awards, Guild of Music Supervisors Awards, Guinness World Record Awards, Hollywood Film Awards, Hollywood Makeup Artist and Hair Stylist Guild Awards, Huading Awards, lowa Film Critics Awards, Las Vegas Film Critics Society Awards, MTV Movie + TV Awards, National Film Awards, UK Online Film & Television Association Awards, People's Choice Awards, Phoenix Film Critics Society Awards, Taurus World Stunt Awards, World Stunt Awards | [ 10 ] |
| The Fate of the Furious               | MTV Movie + TV Awards | [ 11 ] |

## Creación e inspiración
Los personajes fueron creados por el escritor y productor estadounidense Gary Scott Thompson, para el guion de la película de 2001, The Fast and the Furious, originalmente basado en el artículo Racer X del autor Ken Li.

## Argumento

### 2001 —The Fast and the Furious
The Fast and the Furious: A todo gas
 Rápido y furioso

La saga se inicia con The Fast and the Furious (2001), con un joven oficial de policía Brian O'Conner (Paul Walker) con la ayuda del FBI, entra en el mundo del tunning para desenmascarar las carreras ilegales de Dominic Toretto (Vin Diesel), pero todo se complica cuando se enamora de su hermana Mia Toretto (Jordana Brewster). Dominic «Dom» Toretto, corredor y exconvicto, y los miembros de su equipo al volante de tres Honda Civic EJ1 Turbo 1995 negros: Jesse (Chad Lindberg), Leon (Johnny Strong), Vince (Matt Schulze) y su novia Letty (Michelle Rodriguez) perpetran una serie de secuestros de camiones semirremolque a alta velocidad, llevándose más de 6 000 000 de dólares en mercancía.

### 2003 —2 Fast 2 Furious
2 Fast 2 Furious: A todo gas 2
 Más rápido, más furioso

Al dejar escapar a Toretto, Brian O'Conner se muda a Miami, donde luego, es capturado por la policía, la cual borrará sus antecedentes a cambio de encarcelar a Carter Verone (Cole Hauser), con la ayuda de su amigo de la infancia Roman «Rome» Pearce (Tyrese Gibson) (el cual accede al mismo trato que Brian) y Mónica Fuentes (Eva Mendes) (quien es agente de aduanas encubierta, y supuesta esposa de Verone). Brian y Rome finalmente logran encarcelar a Verone, y quedan libres de antecedentes, por lo que Brian decide abrir un garaje con Rome, idea que cambia un año después, cuando Brian se une al FBI.

### 2006 —The Fast and the Furious: Tokyo Drift
A todo gas: Tokyo Race
  Rápido y furioso: Reto Tokio

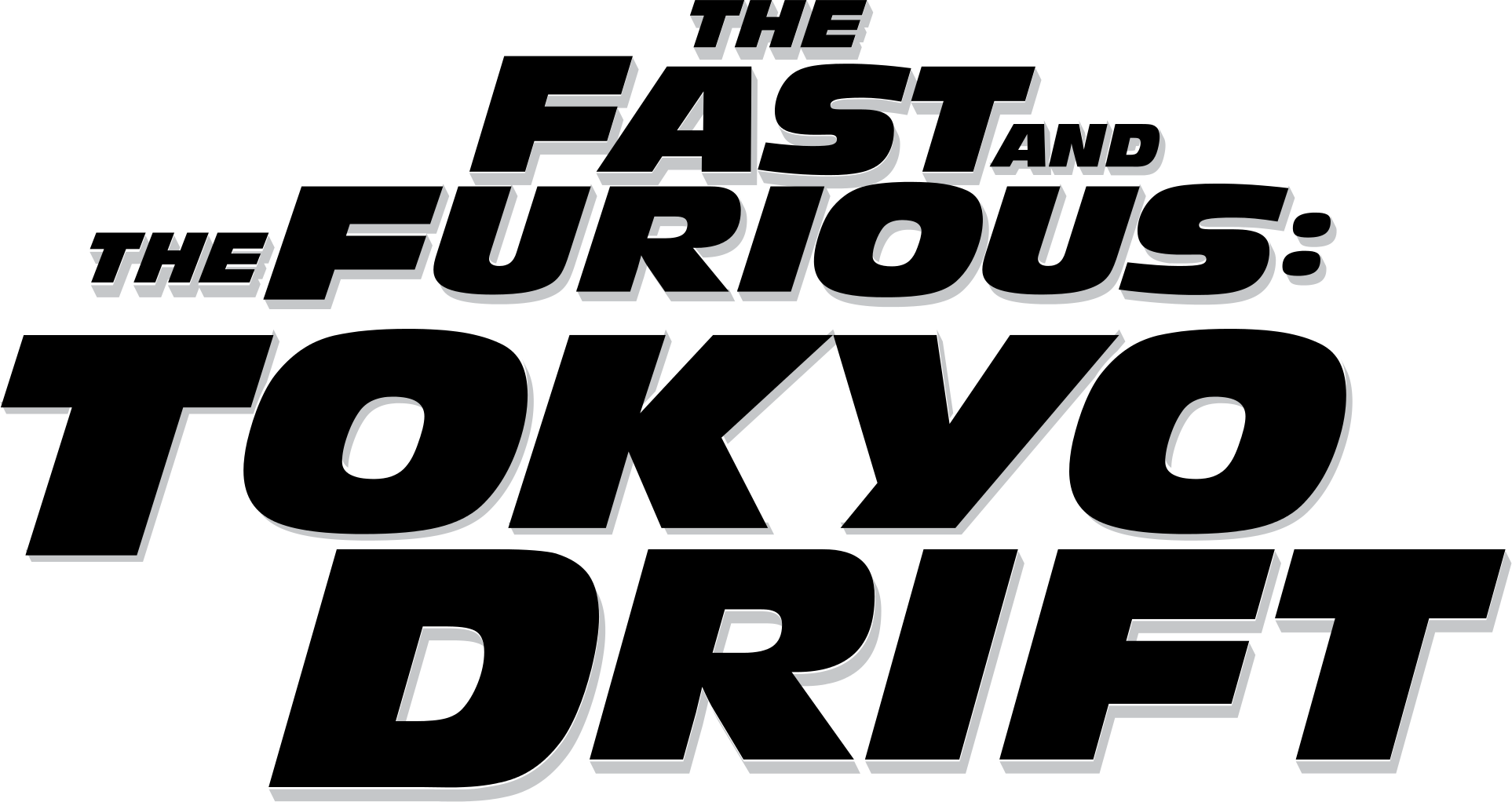

Cuenta la historia de Sean Boswell (Lucas Black), que para que no lo metan en la cárcel se muda con su padre a Tokio, donde conoce a Han Seoul-Oh (Sung Kang), el exmiembro de la banda de Toretto y parte de su familia, y a Twinkie (Bow Wow), y se enamora de Neela (Nathalie Kelley). Hay una gran rivalidad con un sobrino de los Yakuza, Takashi («DK»: «Drift King») (Brian Tee), el cual se enfurece con Han, al creerlo un traidor que según DK les estaba robando y acaba corriendo una carrera con Sean para saber quien se va de la ciudad, la cual gana Sean.
Sean conoce a Toretto en la última escena de esta película, donde Dom dice que conocía a Han, ya que él y Dom eran como familia. Se da a entender que Toretto viene a buscar información sobre la muerte de su amigo. Esta película toma lugar después de los eventos de Fast & Furious 6, donde se revela que Deckard Shaw fue quien tuvo intenciones de asesinar a Han, por venganza por el trágico accidente que sufrió su hermano Owen Shaw en el final de Fast & Furious 6 (que lo creyó muerto, el personaje estuvo vivo después de los sucesos de The Fast and the Furious: Tokyo Drift, Furious 7, The Fate of the Furious y hasta su regreso en F9).

### 2009 —Fast & Furious
Fast & Furious: Aún más rápido
  Rápidos y furiosos

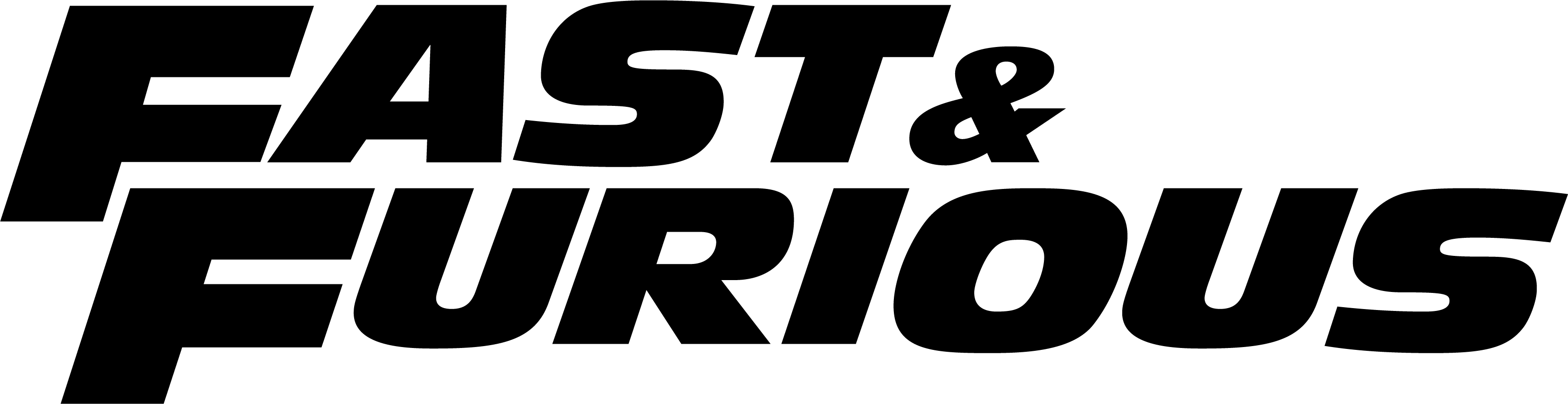

Toretto había huido a la República Dominicana donde corría y robaba junto a Han (Sung Kang), Rico Santos (Don Omar), Tego Leo (Tego Calderón) y a su novia, Leticia «Letty» Ortiz (Michelle Rodriguez). Luego Toretto huye a Panamá. Al inicio, Han toma protagonismo, haciendo referencia a marcharse a Tokio porque están armando algo grande. Luego regresamos a los protagonistas, donde Letty al final vuelve a Los Ángeles para colaborar junto a Brian O'Conner en la detención de Arturo Braga, pero ella es asesinada. Si bien nunca se ve a Letty muerta en toda la película, en un momento, todos los personajes acuden a su supuesto velatorio, incluido Dom, aunque lo hace desde una distancia prudencial, para evitar ser visto por el FBI que acudió al velatorio en su búsqueda. Toretto vuelve para vengar su muerte y matar a Braga. Al final resurge la amistad de Dom y Brian.

### 2011 —Fast Five
Fast & Furious 5
  Rápidos y furiosos: 5in control

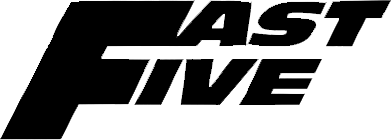

En esta película, la banda deben huir del agente del Servicio de Seguridad Diplomática (DSS), Luke Hobbs (Dwayne Johnson) y la oficial de policía brasileña, Elena Neves (Elsa Pataky). También arman un equipo, integrado por Dominic Toretto (Vin Diesel), Brian O'Conner (Paul Walker), Mia Toretto (Jordana Brewster), Roman Pearce (Tyrese Gibson), Tej Parker (Chris Bridges), Gisele Yashar (Gal Gadot), Han Lue (Sung Kang), Tego Leo (Tego Calderón) y Rico Santos (Don Omar) para robar los $100.000.000 del mafioso y narcotraficante brasileño, Hernán Reyes (Joaquim de Almeida). Luego de que salga todo con éxito, se quedan con el dinero y terminan siendo todos «adinerados». En una escena a mitad de los créditos, se ve a Hobbs en las oficinas del Servicio de Seguridad Diplomática en Washington D. C., archivando los expedientes de los trabajos recientes, pero en ese momento, recibe la visita de Mónica Fuentes (Eva Mendes), quien le entrega un expediente con información sobre unos sospechosos de robo a Hobbs y le dice que tiene que ver dicho expediente. Hobbs pregunta si se trata de Toretto, pero Mónica le responde que no, por lo que Hobbs le dice que no le interesa verlo, sin embargo, Mónica le insiste a Hobbs que siga observando el expediente. Hobbs acepta ver el expediente y ve una foto de Leticia «Letty» Ortiz (Michelle Rodriguez), quien hace muy pocas horas, había atacado un convoy militar en Berlín. Hobbs mira a Mónica sorprendido, donde Mónica le dice a Hobbs en tono irónico: "¿Crees en los fantasmas?".

### 2013 —Fast & Furious 6
Fast & Furious 6
  Rápidos y furiosos 6

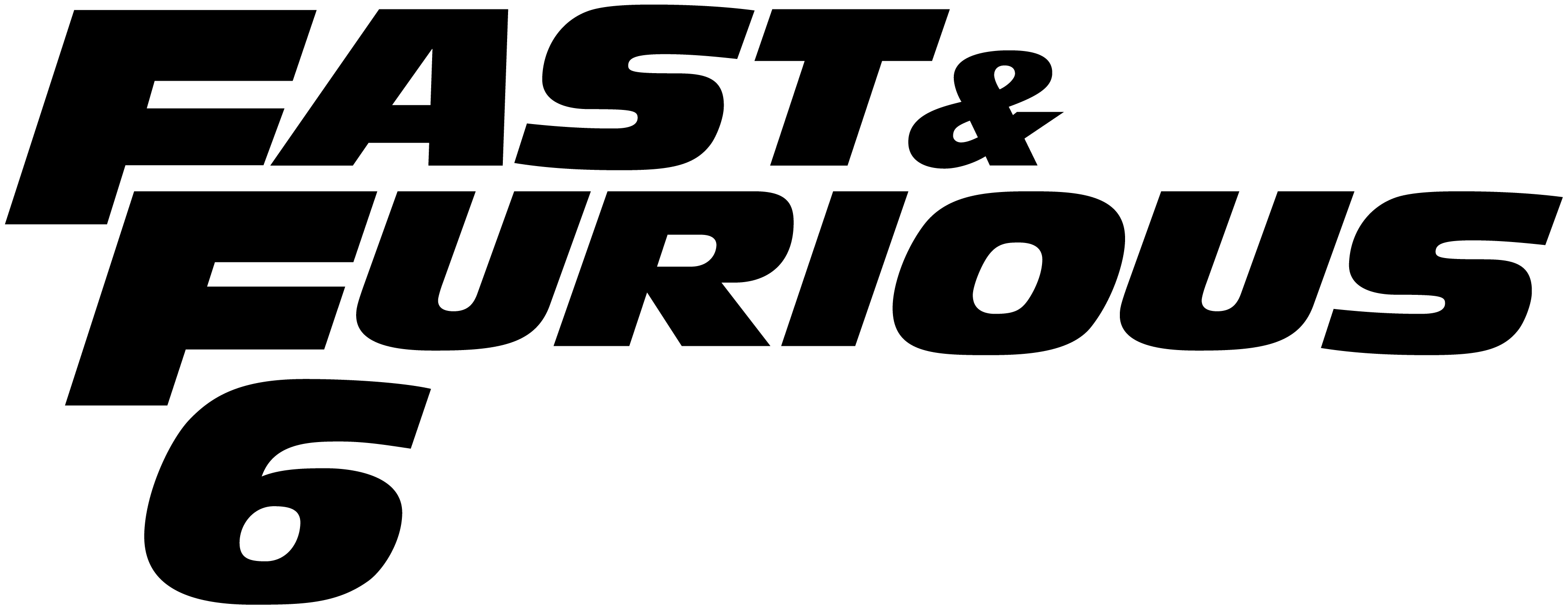

Desde que Dominic Toretto, Brian O'Conner y su equipo derrocaran al mafioso y narcotraficante brasileño, Hernán Reyes (Joaquim de Almeida) y consiguieran los $100.000.000, el equipo se ha dispersado por todo el mundo. Sin embargo, su imposibilidad de volver a casa y el hecho de vivir para siempre como fugitivos les ha dejado sus vidas incompletas. Mientras tanto, el agente del Servicio de Seguridad Diplomática (DSS), Luke Hobbs (Dwayne Johnson), sigue la pista de una organización de pilotos mercenarios altamente cualificados a lo largo de doce países, cuyo líder, el exsoldado del Servicio Aéreo Especial (SAS), Owen Shaw (Luke Evans), está acompañado por una segunda al mando revelada como la esposa de Dom, Letty Ortiz (Michelle Rodriguez), a quien creían muerta. La única manera de vencerles es superarles a nivel de calle, por lo que Hobbs le pide a Dom que reúna a su antiguo equipo (sin Tego Leo y Rico Santos) en Londres y así hacerle frente a la organización de Shaw. En el transcurso de la película, se hace más notorio la relación de Han y Gisele, que planean sentar cabeza yendo a Tokio (recordemos que al final de Fast Five, Han y Gisele comentan que quieren ir a Tokio, pero que hay tiempo para ir), cosa que no resulta tras la muerte de Gisele por salvar a Han. Al final de la película, Han les comenta a todos que viajará a Tokio (haciendo alusión a la promesa que le hizo a Gisele, antes de su muerte). En una escena a mitad de los créditos, en Tokio, Han está siendo perseguido por D.K. Takashi (Brian Tee), sobrino del temido jefe yakuza, el Sr. Kamata (Sonny Chiba), junto con Sean Boswell (Lucas Black) y Neela (Nathalie Kelley), sin embargo, un misterioso conductor de otro auto, quien vigilaba la persecución en las calles paralelas, sale de su escondite y llega hasta la intersección de Shibuya, acelerando su auto y chocando con el de Han de costado, volcandolo bruscamente. El conductor del auto se baja revelando ser Deckard Shaw (Jason Statham), el hermano mayor de Owen, quien se aleja de la escena, lanzando el collar del crucifijo de Letty frente al auto de Han y llama a Dom, dejándole un mensaje telefónico amenazante, diciendo: "Dominic Toretto, no me conoces, pero pronto lo harás", a medida que el auto de Han estalla en llamas y Deckard se aleja.

### 2015 —Furious 7
Fast & Furious 7
  Rápidos y furiosos 7

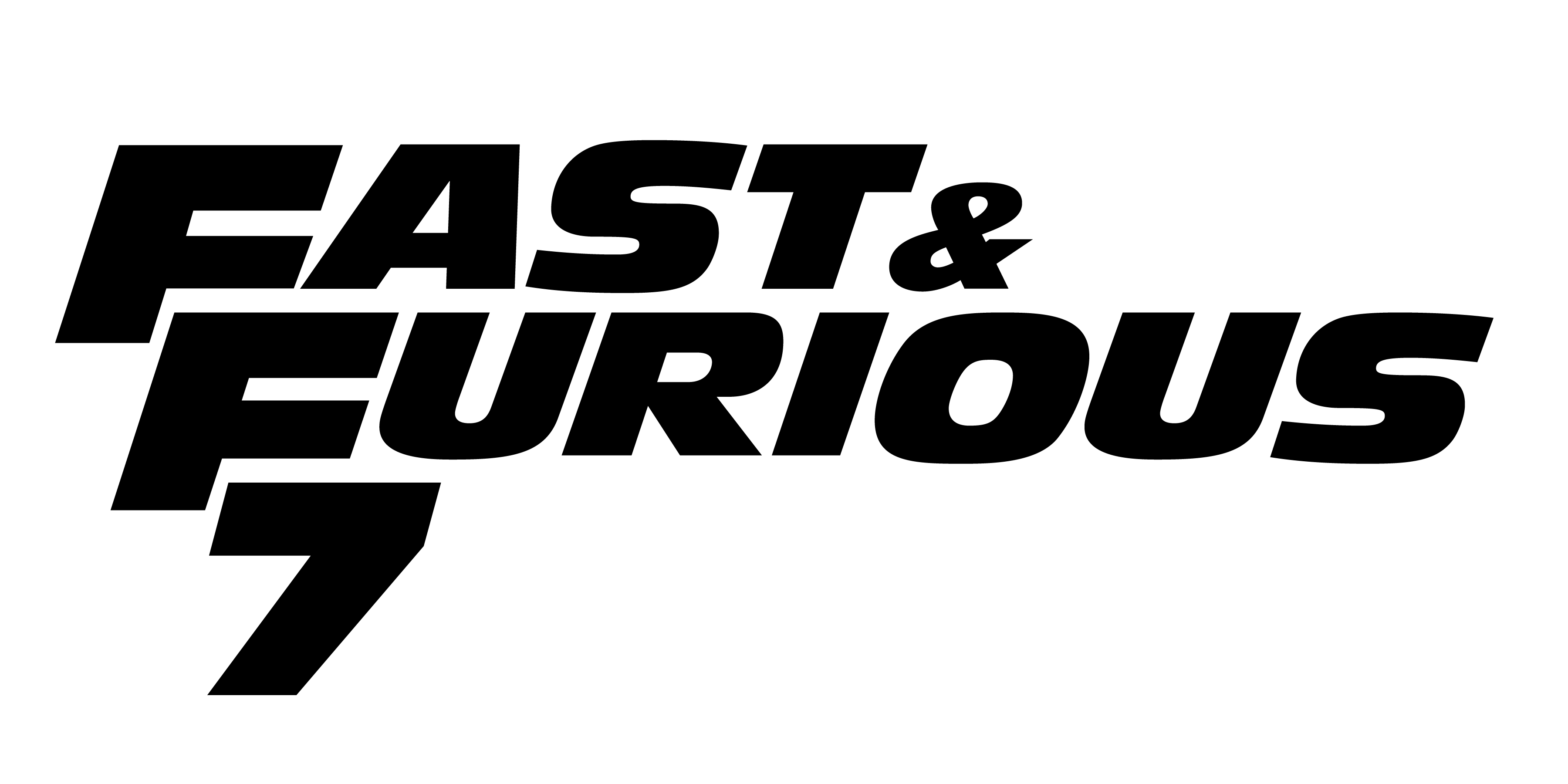

Después de encargarse de Owen Shaw y sus secuaces en la sexta entrega, Dominic Toretto (Vin Diesel), Brian O'Conner (Paul Walker), Letty Ortiz (Michelle Rodriguez), Mia Toretto (Jordana Brewster), Roman Pearce (Tyrese Gibson) y Tej Parker (Ludacris) vuelven a los Estados Unidos y comienzan a vivir tranquilamente de nuevo, como siempre habían querido. Sin embargo, el hermano mayor de Owen, Deckard Shaw (Jason Statham), quiere buscar venganza por dejar inconsciente a su hermano y, después de asesinar a Han (Sung Kang) en Fast & Furious: Tokyo Drift, el equipo se dispone a atrapar al hombre que mató a uno de los miembros de su familia. El equipo de Toretto viaja por el mundo en busca del asesino de Han, pasando por los Emiratos Árabes Unidos, donde roban el coche del príncipe en su propia fiesta y después lo destruyen, ya que contenía un aparato de rastreo muy importante dentro del mismo, y debido a que ya casi no tenían tiempo de salir, se llevaron el coche.
Dominic Toretto y su equipo reciben la ayuda de un amigo de Hobbs, quién a cambio pide que le recuperen el «Ojo de Dios», el cual sirve para ver todas la cámaras y dispositivos de audio en el mundo al mismo tiempo y también salvar a la creadora (Ramsey), quién fue secuestrada por un terrorista. Después de salvar a la pirata informática creadora del Ojo de Dios, el equipo se dispone a acabar y encerrar a Deckard Shaw en una prisión de alta seguridad. La Familia se reúne en una playa y al final le dan una despedida a Brian, quién se retira de la saga en la vida real por su fallecimiento y en la película porque tendrá una niña, por lo que dejará definitivamente las balas y la acción.

### 2017 —The Fate of the Furious
Fast & Furious 8
  Rápidos y furiosos 8

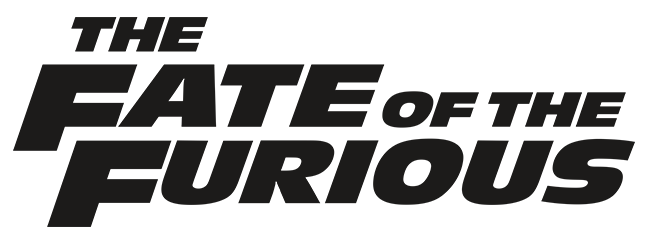

Ahora que Dominic Toretto y su esposa, Letty, están de luna de miel y Brian y Mia se han retirado del juego, el resto del equipo ha sido exonerado y ha encontrado el camino a una vida normal. Pero cuando una misteriosa mujer llamada Cipher (Charlize Theron) seduce a Dom en un mundo de crimen del cual parece no poder escapar deberá traicionar a sus seres más cercanos. Se enfrentarán a juicios que les pondrán a prueba como nunca antes. Desde las costas de Cuba y las calles de Nueva York a las llanuras heladas del mar de Barents, nuestro equipo de élite cruzará el globo para detener a una anarquista capaz de desencadenar el caos en el mundo y a recuperar al hombre que los convirtió en familia.

### 2021 —F9
Fast & Furious 9
  Rápidos y furiosos 9: La saga de Rápidos y furiosos

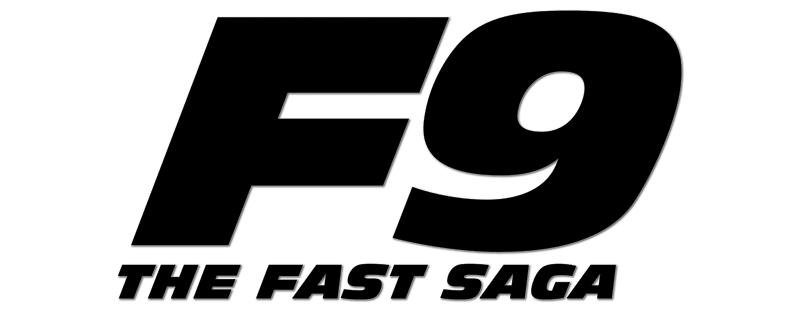

Dominic Toretto y su familia deben detener un complot devastador encabezado por Cipher y el hermano menor de Dominic, Jakob (John Cena). La película está ambientada dos años después de los acontecimientos de The Fate of the Furious. Esta es la primera película desde Fast & Furious que no presenta a Dwayne Johnson como Luke Hobbs. Jason Statham aparece como Deckard Shaw en la escena a mitad de los créditos, mientras que Jordana Brewster regresa a la franquicia en su papel de Mia Toretto y Sung Kang repite su papel como Han Lue, quien se revela que está vivo. Lucas Black, Bow Wow y Jason Tobin repiten sus papeles como Sean Boswell, Twinkie y Earl, respectivamente, de "Tokyo Drift".

### 2023 —Fast X
Fast & Furious X
  Rápidos y furiosos X

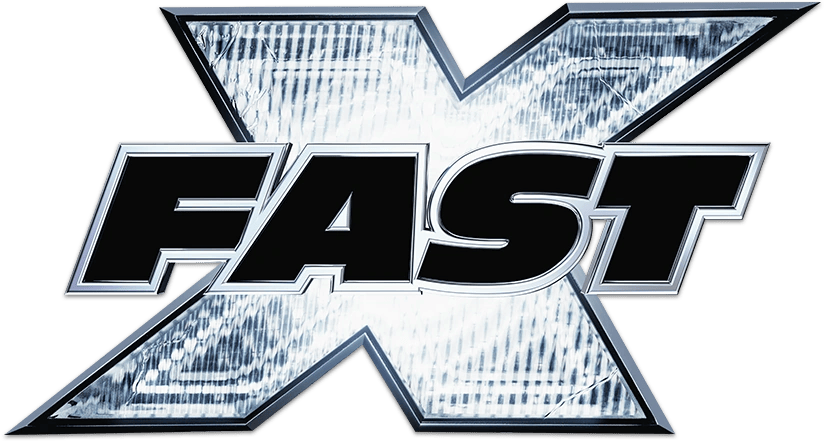

Dominic Toretto debe proteger a su familia y a su equipo de Dante Reyes (Jason Momoa), el hijo del fallecido narcotraficante Hernán Reyes. La película está ambientada dos años después de los acontecimientos de F9 y diez años después de Fast Five. Dwayne Johnson regresa a la franquicia como Luke Hobbs en la escena a mitad de los créditos, mientras que Gal Gadot retoma su papel de Gisele Yashar, quien se revela que sobrevivió a los eventos de Fast & Furious 6.

### Futuro
El 2 de febrero de 2016, Diesel anunció las películas novena y décima de la saga, que serían estrenadas para el 10 de abril de 2020 y 2 de abril de 2021, respectivamente, por lo que la franquicia terminaría siendo una decalogía. 
Al principio se tenía previsto que Fast & Furious 9 comenzara su rodaje en febrero de 2019, aunque finalmente se terminó posponiendo hasta junio de 2019, es decir, que a partir del 24 de junio se comenzaría el rodaje de la novena entrega. Se confirmó que Dwayne Johnson y Jason Statham no participarían en la novena entrega debido a que ambos trabajaron en el spin-off de la saga llamado Hobbs & Shaw, estrenado en agosto de 2019. Diesel confirmó la participación del exluchador de la WWE John Cena, el cual interpreta a Jakob, hermano de Dominic Toretto.

## Spin-offs

### 2002 —Better Luck Tomorrow
Better Luck Tomorrow es una película de 2002 que trata sobre un grupo de jóvenes asiático-americanos que se aburren de sus vidas y entran en un mundo de delitos menores y excesos materiales. Better Luck Tomorrow presentó al público del cine a un reparto que incluía a Parry Shen, Jason Tobin, Sung Kang, Roger Fan y John Cho.
La película se basó libremente en el asesinato de Stuart Tay, un adolescente del Condado de Orange, California, por cuatro estudiantes de honor de Sunny Hills High School el 31 de diciembre de 1992.
Es un spin-off de Fast & Furious que le da una historia de inicio a Han. Se muestra que Han fumaba en sus días de secundaria, es por eso que siempre se le ve comiendo papas fritas en las películas de Fast & Furious, luego de dejar este hábito. Una escena en Better Luck Tomorrow también presenta la línea que dice: "Los rumores acerca de nosotros vinieron, y fueron rápidos y furiosos".

### 2019 —Fast & Furious Presents: Hobbs & Shaw
Fast & Furious: Hobbs & Shaw
  Rápidos y furiosos: Hobbs & Shaw

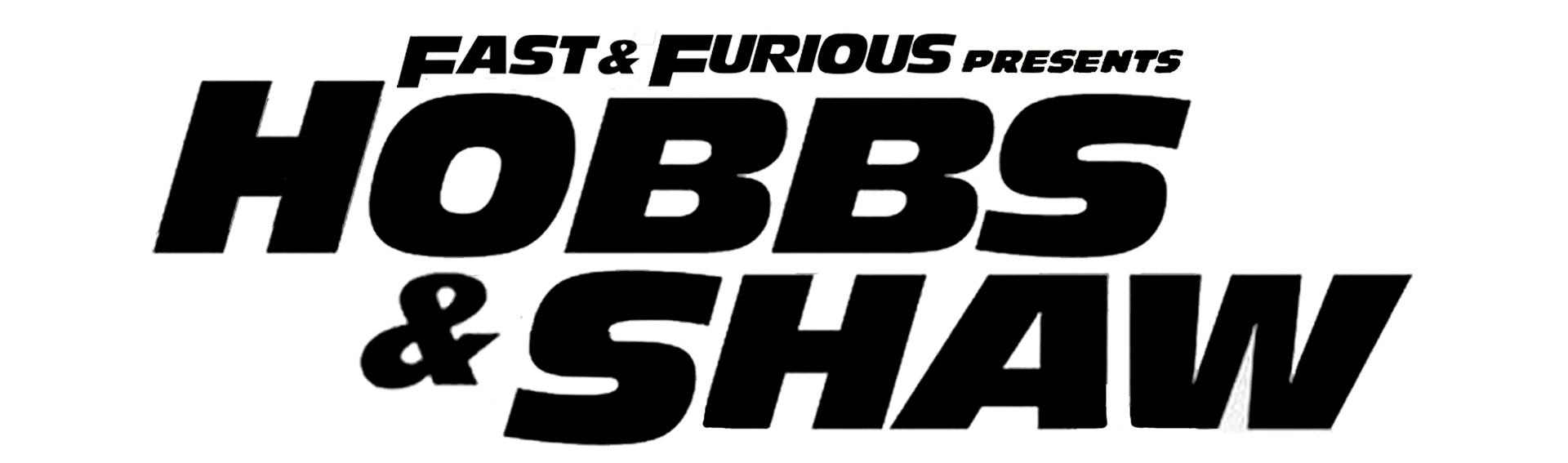

Dos años después de los eventos de The Fate of the Furious, el exagente del Servicio de Seguridad Diplomática (DSS), Luke Hobbs (Dwayne Johnson) y el exsoldado de las Fuerzas Especiales del Reino Unido (UKSF), Deckard Shaw (Jason Statham), deben unir sus fuerzas para detener una nueva amenaza que surge del terrorista internacional cibergenéticamente mejorado conocido como Brixton Lore (Idris Elba), quien obtiene el control de una insidiosa amenaza biológica que podría alterar a la humanidad para siempre, y supera a una brillante y audaz agente del MI6 (Vanessa Kirby), que resulta ser la hermana de Shaw. Estos dos enemigos jurados tendrán que asociarse para derribar al único tipo que podría ser más malo que ellos mismos antes de que sea muy tarde.

### (TBA) — Película sin título centrada en los personajes femeninos
En enero de 2019, Vin Diesel anunció una película que se centrará en personajes femeninos de la franquicia Fast & Furious. El actor mencionó que hay un total de tres películas derivadas actualmente en desarrollo. Nicole Perlman, Lindsey Beer y Geneva Robertson-Dworet actuarán como coguionistas en el proyecto.

## Cortometrajes

### 2003 —The Turbo Charged Prelude for 2 Fast 2 Furious

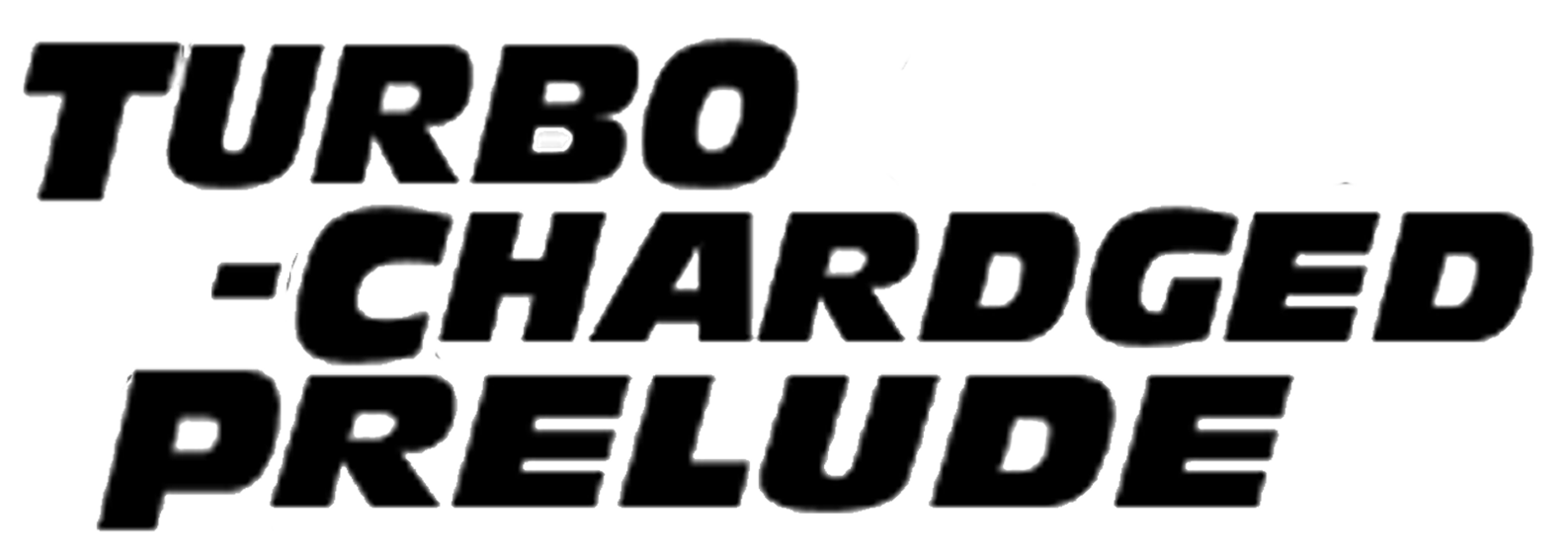

Brian O'Conner (Paul Walker) recuerda cómo había dejado que Dominic «Dom» Toretto (Vin Diesel) escapara de las autoridades, luego empaca sus maletas y sale de su casa en su nuevo auto, un Mitsubishi 3000 GT VR-4. Poco después, la Policía de Los Ángeles llega a su casa, pero no lo encuentra. Uno de los oficiales encuentra la insignia de Brian, revelando que él renunció a la fuerza. Ante el escape, el FBI se pone al corriente de los hechos y lanza una orden de búsqueda y captura a nivel nacional sobre él.
Mientras tanto, Brian viaja a Phoenix, Arizona por la Carretera Interestatal 10, en la que gana una carrera. Luego Brian va a Albuquerque, Nuevo México, por las carreteras interestatales 10 y 25 y gana otra carrera, entonces decide descansar en el motel Town House. Un día después, mientras almuerza en un restaurante de Texas, Brian ve su rostro en un artículo de un periódico: «Fugitivo buscado» y «Vehículo abandonado encontrado», lo que implicaba que Dom había abandonado el Toyota Supra que Brian le dio para escapar en la primera entrega. En ese momento, dos agentes de la policía local llegan a la cafetería y Brian se aleja. Más tarde al ver la televisión del motel donde estaba hospedado, se entera por un canal de noticias que acaba de ser descubierto y rápidamente empaca sus maletas y deja el motel. Sin embargo, la policía descubre su Mitsubishi en el estacionamiento del hotel, por lo que se vio forzado a abandonar el auto y escapar a pie del área. Mientras camina por la carretera, Brian se encuentra a una mujer en un Mitsubishi Eclipse Spyder y lo lleva hasta un lote de autos usados en San Antonio. Al bajar del vehículo, Brian se da cuenta de que la mujer tenía el mismo periódico que había leído en el restaurante anteriormente, pero la mujer le asegura que no lo va a delatar y se despide de él. Ya en el lote de autos, Brian decide comprar un nuevo auto donde el vendedor le muestra un auto que le podría interesar, pero Brian finalmente se interesa en un casi maltrecho Nissan Skyline GT-R R34 y acaba por comprarlo y así continuar su camino, donde viaja a Texarkana, Arkansas. Conforme va ganando dinero en las carreras callejeras que participa, va modificando y reparando poco a poco el Skyline, hasta que finalmente lo pinta de color plata (el mismo color que tiene en la segunda entrega) en un taller de pintura. Luego continúa su viaje a través de Misisipi, donde compite contra un Ferrari 360 Spider, donde gana la carrera y consigue un poco más de dinero, más tarde conduce hacia Alabama y por Jacksonville, donde la carretera 10 termina y tiene que continuar por la carretera interestatal 95, ya sea en dirección norte hasta Nueva York o en dirección sur hasta Miami, Florida y finalmente elige esta última opción. Al llegar a Miami, Brian observa a un Toyota Supra dorado y un Mazda RX-7 rojo (los mismos que aparecen al principio de la segunda entrega) y este sonríe, terminando el cortometraje con la frase: «2 be continued...».

### 2009 —Los Bandoleros

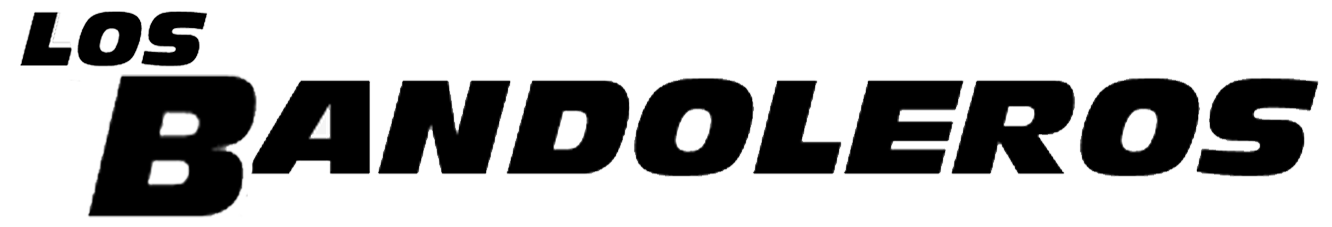

Tego Leo (Tego Calderón) está en una prisión en la República Dominicana, despotricando sobre las grandes empresas petrolíferas y su actividad para frenar la llegada del coche eléctrico e iniciar una guerra por petróleo, mientras, en las calles, Rico Santos (Don Omar) charla con un anciano incapaz de encontrar suficiente gasolina. Han Seoul-Oh (Sung Kang) llega al aeropuerto y lo recogen Cara Mirtha (Mirtha Michelle) y Malo (F. Valentino Morales). Ellos lo llevan a la casa de Santos, donde su tía Rubia (Adria Carrasco) está luchando contra el aumento de los precios vinculados con los precios de la gasolina y Dominic Toretto (Vin Diesel) está trabajando en su coche. Este viajó por varios países de Sudamérica luego de que Brian O'Conner (Paul Walker) lo dejara escapar en la primera película. Tras esto el equipo disfruta de una comida de bienvenida en familia. Después de sacar a Leo de la cárcel, se dirigen a un club, donde Han y Cara coquetean mientras Dominic se reúne con el político local Elvis (Juan Fernández), que le informa de una oportunidad para secuestrar un envío de gasolina. Mientras se relaja en el club, Dominic es sorprendido por la llegada de Letty Ortiz (Michelle Rodriguez), que le ha seguido la pista a partir de la huida a México desde The Fast and the Furious. Los dos se van juntos en coche a la playa, donde reavivan su relación.

## Serie web

### Fast & Furious: Spy Racers
Fast & Furious: Spy Racers comienza en Los Angéles, California siguiéndole cuando el adolescente Tony Toretto, sigue los pasos de su primo Dom cuando él y sus amigos son reclutados por una agencia del gobierno para infiltrarse en una liga de élite que sirve como un frente para una organización delictiva malvada inclinada hacia la dominación mundial. Después son reclutados nuevamente para detener un arma capaz de controlar mentes que fue contrabandeada en Río de Janeiro, Brasil.[cita requerida]

#### Producción
El 23 de abril de 2018, se anunció que se le había dado a Netflix la producción de la serie. Los productores ejecutivos incluirán a Tim Hedrick, Bret Haaland, Vin Diesel, Neal Moritz y Chris Morgan. También se espera que Hedrick y Haaland actúen como showrunners. Las compañías de producción involucradas con la serie incluyen a DreamWorks Animation. La serie se produce después de la adquisición de DreamWorks Animation por NBC Universal, que incluye un primer vistazo a la serie animada DreamWorks Animation basada en la película de Universal Pictures.[cita requerida]

## Personajes
| Dominic "Dom" Toretto              | Vin Diesel                                | Principal |           | Imágenes de archivo |           | Cameo     | Principal | Principal | Principal | Principal           | Principal           | Principal |           | Principal           | Principal           | Principal |  |  |  |  |  |  |
| Brian O'Conner                     | Paul Walker                               | Principal |           | Principal           | Principal |           | Foto      | Principal | Principal | Principal           | Principal           | Foto      |           | Foto                | Imágenes de archivo |           |  |  |  |  |  |  |
| Luke Hobbs                         | Dwayne Johnson                            |           |           |                     |           |           |           |           | Principal | Principal           | Principal           | Principal | Principal |                     | Cameo               | Principal |  |  |  |  |  |  |
| Deckard Shaw                       | Jason Statham                             |           |           |                     |           |           |           |           |           | Cameo               | Principal           | Principal | Principal | Cameo               | Cameo               | Principal |  |  |  |  |  |  |
| Letty Ortiz                        | Michelle Rodriguez                        | Principal |           |                     |           |           | Principal | Principal | Foto      | Principal           | Principal           | Principal |           | Principal           | Principal           | Principal |  |  |  |  |  |  |
| Mia Toretto                        | Jordana Brewster                          | Principal |           |                     |           |           | Foto      | Principal | Principal | Principal           | Principal           | Foto      |           | Principal           | Cameo               | Principal |  |  |  |  |  |  |
| Roman "Rome" Pearce                | Tyrese Gibson                             |           |           |                     | Principal |           |           |           | Principal | Principal           | Principal           | Principal |           | Principal           | Principal           | TBA       |  |  |  |  |  |  |
| Tej Parker                         | Ludacris                                  |           |           |                     | Principal |           |           |           | Principal | Principal           | Principal           | Principal |           | Principal           | Principal           | TBA       |  |  |  |  |  |  |
| Han Lue                            | Sung Kang                                 |           | Principal |                     |           | Principal | Principal | Principal | Principal | Principal           | Imágenes de archivo |           |           | Principal           | Principal           | Principal |  |  |  |  |  |  |
| Gisele Yashar                      | Gal Gadot                                 |           |           |                     |           |           |           | Principal | Principal | Principal           | Imágenes de archivo |           |           | Imágenes de archivo | Cameo               | Principal |  |  |  |  |  |  |
| Megan Ramsey                       | Nathalie Emmanuel                         |           |           |                     |           |           |           |           |           |                     | Principal           | Principal | Cameo     | Principal           | Principal           | TBA       |  |  |  |  |  |  |
| Jakob Toretto                      | John Cena                                 |           |           |                     |           |           |           |           |           |                     |                     |           |           | Principal           | Principal           |           |  |  |  |  |  |  |
| Sean Boswell                       | Lucas Black                               |           |           |                     |           | Principal |           |           |           | Imágenes de archivo | Cameo               |           |           | Principal           |                     | TBA       |  |  |  |  |  |  |
| Isabel Neves                       | Daniela Melchior                          |           |           |                     |           |           |           |           |           |                     |                     |           |           |                     | Principal           | Principal |  |  |  |  |  |  |
| Tess                               | Brie Larson                               |           |           |                     |           |           |           |           |           |                     |                     |           |           |                     | Principal           | Principal |  |  |  |  |  |  |
| Personajes principales adicionales |                                           |           |           |                     |           |           |           |           |           |                     |                     |           |           |                     |                     |           |  |  |  |  |  |  |
| Vince                              | Matt Schulze                              | Principal |           |                     |           |           |           | Foto      | Principal | Imágenes de archivo |                     |           |           |                     |                     |           |  |  |  |  |  |  |
| Jesse                              | Chad Lindberg                             | Principal |           |                     |           |           |           |           |           |                     |                     |           |           |                     |                     |           |  |  |  |  |  |  |
| Leon                               | Johnny Strong                             | Principal |           |                     |           |           |           | Foto      |           |                     |                     |           |           |                     |                     |           |  |  |  |  |  |  |
| Ben Manibag                        | Parry Shen                                |           | Principal |                     |           |           |           |           |           |                     |                     |           |           |                     |                     |           |  |  |  |  |  |  |
| Virgil Hu                          | Jason Tobin                               |           | Principal |                     |           |           |           |           |           |                     |                     |           |           |                     |                     |           |  |  |  |  |  |  |
| Stephanie Vandergosh               | Karin Anna Cheung                         |           | Principal |                     |           |           |           |           |           |                     |                     |           |           |                     |                     |           |  |  |  |  |  |  |
| Daric Loo                          | Roger Fan                                 |           | Principal |                     |           |           |           |           |           |                     |                     |           |           |                     |                     |           |  |  |  |  |  |  |
| Mónica Fuentes                     | Eva Mendes                                |           |           | Principal           |           |           |           |           | Cameo     |                     |                     |           |           |                     |                     |           |  |  |  |  |  |  |
| Suki                               | Devon Aoki                                |           |           | Principal           |           |           |           |           |           |                     | Imágenes de archivo |           |           |                     |                     |           |  |  |  |  |  |  |
| Twinkie                            | Bow Wow                                   |           |           |                     | Principal |           |           |           |           |                     | Imágenes de archivo |           |           | Principal           | Principal           |           |  |  |  |  |  |  |
| Neela Ezar                         | Nathalie Kelley                           |           |           |                     | Principal |           |           |           |           |                     | Imágenes de archivo |           |           |                     |                     |           |  |  |  |  |  |  |
| Tego Leo                           | Tego Calderón                             |           |           |                     |           |           | Principal | Principal | Principal | Imágenes de archivo | Imágenes de archivo | Cameo     |           | Cameo               |                     |           |  |  |  |  |  |  |
| Rico Santos                        | Don Omar                                  |           |           |                     |           |           | Principal | Principal | Principal | Imágenes de archivo | Imágenes de archivo | Cameo     |           | Cameo               | Principal           |           |  |  |  |  |  |  |
| Elena Neves                        | Elsa Pataky                               |           |           |                     |           |           |           |           | Principal | Principal           | Principal           | Principal |           |                     |                     |           |  |  |  |  |  |  |
| Sr. Don Nadie                      | Kurt Russell                              |           |           |                     |           |           |           |           |           |                     | Principal           | Principal |           | Cameo               |                     |           |  |  |  |  |  |  |
| Eric Reisner/Poco Nadie            | Scott Eastwood                            |           |           |                     |           |           |           |           |           |                     |                     | Principal |           |                     |                     |           |  |  |  |  |  |  |
| Hattie Shaw                        | Vanessa Kirby                             |           |           |                     |           |           |           |           |           |                     |                     |           | Principal |                     |                     |           |  |  |  |  |  |  |
| Madame M                           | Eiza González                             |           |           |                     |           |           |           |           |           |                     |                     |           | Principal |                     |                     |           |  |  |  |  |  |  |
| Professor Andreiko                 | Eddie Marsan                              |           |           |                     |           |           |           |           |           |                     |                     |           | Principal |                     |                     |           |  |  |  |  |  |  |
| Jonah Hobbs                        | Cliff Curtis                              |           |           |                     |           |           |           |           |           |                     |                     |           | Principal |                     |                     |           |  |  |  |  |  |  |
| Personajes secundarios             |                                           |           |           |                     |           |           |           |           |           |                     |                     |           |           |                     |                     |           |  |  |  |  |  |  |
| Héctor                             | Noel Guglielmi                            | Principal |           |                     |           |           |           |           |           |                     | Cameo               |           |           |                     |                     |           |  |  |  |  |  |  |
| Agente Bilkins                     | Thom Barry                                | Principal |           |                     | Principal |           |           |           |           |                     |                     |           |           |                     |                     |           |  |  |  |  |  |  |
| Sgt. Tanner                        | Ted Levine                                | Principal |           |                     |           |           |           |           |           |                     |                     |           |           |                     |                     |           |  |  |  |  |  |  |
| Niña                               | Minka Kelly                               |           |           | Principal           |           |           |           |           |           |                     |                     |           |           |                     |                     |           |  |  |  |  |  |  |
| Agente Markham                     | James Remar                               |           |           |                     | Principal |           |           |           |           |                     |                     |           |           |                     |                     |           |  |  |  |  |  |  |
| Orange Julius                      | Amaury Nolasco                            |           |           |                     | Principal |           |           |           |           |                     | Imágenes de archivo |           |           |                     |                     |           |  |  |  |  |  |  |
| Slap Jack                          | Michael Ealy                              |           |           |                     | Principal |           |           |           |           |                     | Imágenes de archivo |           |           |                     |                     |           |  |  |  |  |  |  |
| Jimmy                              | MC Jin                                    |           |           |                     | Principal |           |           |           |           |                     |                     |           |           |                     |                     |           |  |  |  |  |  |  |
| Earl Hu                            | Jason Tobin                               |           |           |                     |           | Principal |           |           |           |                     |                     |           |           | Principal           | Principal           |           |  |  |  |  |  |  |
| Sr. Boswell                        | Brian Goodman                             |           |           |                     |           | Principal |           |           |           |                     |                     |           |           |                     |                     |           |  |  |  |  |  |  |
| Sra. Boswell                       | Lynda Boyd                                |           |           |                     |           | Principal |           |           |           |                     |                     |           |           |                     |                     |           |  |  |  |  |  |  |
| Reiko                              | Keiko Kitagawa                            |           |           |                     |           | Principal |           |           |           |                     |                     |           |           |                     |                     |           |  |  |  |  |  |  |
| Elvis                              | Juan Fernández                            |           |           |                     |           |           | Principal |           |           |                     |                     |           |           |                     |                     |           |  |  |  |  |  |  |
| Cara Mirtha                        | Mirtha Michelle                           |           |           |                     |           |           | Principal | Principal |           |                     |                     |           |           |                     |                     |           |  |  |  |  |  |  |
| Agente Michael Stasiak             | Shea Whigham                              |           |           |                     |           |           |           | Principal |           | Cameo               |                     |           |           | Cameo               |                     |           |  |  |  |  |  |  |
| Penning                            | Jack Conley                               |           |           |                     |           |           |           | Principal |           |                     |                     |           |           |                     |                     |           |  |  |  |  |  |  |
| Sophie Trinh                       | Liza Lapira                               |           |           |                     |           |           |           | Principal |           |                     |                     |           |           |                     |                     |           |  |  |  |  |  |  |
| Wilkes                             | Fernando Chien                            |           |           |                     |           |           |           |           | Principal |                     |                     |           |           |                     |                     |           |  |  |  |  |  |  |
| Fusco                              | Alimi Ballard                             |           |           |                     |           |           |           |           | Principal |                     |                     |           |           |                     |                     |           |  |  |  |  |  |  |
| Chato                              | Yorgo Constantine                         |           |           |                     |           |           |           |           | Principal |                     |                     |           |           |                     |                     |           |  |  |  |  |  |  |
| Macroy                             | Geoff Meed                                |           |           |                     |           |           |           |           | Principal |                     |                     |           |           |                     |                     |           |  |  |  |  |  |  |
| Rosa                               | Jeirmarie Osorio                          |           |           |                     |           |           |           |           | Principal |                     |                     |           |           |                     |                     |           |  |  |  |  |  |  |
| Jack O'Conner                      | Max William Crane Charlie y Miller Kimsey |           |           |                     |           |           |           |           |           | Principal           | Principal           |           |           |                     |                     |           |  |  |  |  |  |  |
| Samantha Hobbs                     | Eden Estrella Eliana Su'a                 |           |           |                     |           |           |           |           |           |                     | Principal           | Principal | Principal |                     |                     |           |  |  |  |  |  |  |
| Mando                              | Romeo Santos                              |           |           |                     |           |           |           |           |           |                     | Principal           |           |           |                     |                     |           |  |  |  |  |  |  |
| Sheppard                           | John Brotherton                           |           |           |                     |           |           |           |           |           |                     | Principal           |           |           |                     |                     |           |  |  |  |  |  |  |
| Brian Toretto                      | Carlos De La Hoz James Ayoub              |           |           |                     |           |           |           |           |           |                     |                     | Principal |           | Principal           |                     |           |  |  |  |  |  |  |
| Fernando                           | Jammarco Santiago                         |           |           |                     |           |           |           |           |           |                     |                     | Principal |           |                     |                     |           |  |  |  |  |  |  |
| Victor Locke                       | Ryan Reynolds                             |           |           |                     |           |           |           |           |           |                     |                     |           | Principal |                     |                     |           |  |  |  |  |  |  |
| Loeb                               | Rob Delaney                               |           |           |                     |           |           |           |           |           |                     |                     |           | Principal |                     |                     |           |  |  |  |  |  |  |
| Dinkley                            | Kevin Hart                                |           |           |                     |           |           |           |           |           |                     |                     |           | Principal |                     |                     |           |  |  |  |  |  |  |
| Mateo Hobbs                        | Roman Reigns                              |           |           |                     |           |           |           |           |           |                     |                     |           | Principal |                     |                     |           |  |  |  |  |  |  |
| Timo Hobbs                         | Josh Mauga                                |           |           |                     |           |           |           |           |           |                     |                     |           | Principal |                     |                     |           |  |  |  |  |  |  |
| Kal Hobbs                          | John Tui                                  |           |           |                     |           |           |           |           |           |                     |                     |           | Principal |                     |                     |           |  |  |  |  |  |  |
| Sefina Hobbs                       | Lori Pelenise Tuisano                     |           |           |                     |           |           |           |           |           |                     |                     |           | Principal |                     |                     |           |  |  |  |  |  |  |
| Jakob Toretto (joven)              | Finn Cole                                 |           |           |                     |           |           |           |           |           |                     |                     |           |           | Principal           |                     |           |  |  |  |  |  |  |
| Elle                               | Anna Sawai                                |           |           |                     |           |           |           |           |           |                     |                     |           |           | Principal           | Principal           |           |  |  |  |  |  |  |
| Dominic Toretto (joven)            | Vinnie Bennett                            |           |           |                     |           |           |           |           |           |                     |                     |           |           | Principal           |                     |           |  |  |  |  |  |  |
| Santos (joven)                     | Ozuna                                     |           |           |                     |           |           |           |           |           |                     |                     |           |           | Principal           |                     |           |  |  |  |  |  |  |
| Corredor                           | Bad Bunny                                 |           |           |                     |           |           |           |           |           |                     |                     |           |           | Principal           |                     |           |  |  |  |  |  |  |
| Leysa                              | Cardi B                                   |           |           |                     |           |           |           |           |           |                     |                     |           |           | Principal           | Principal           |           |  |  |  |  |  |  |
| Jack Toretto                       | J.D. Pardo                                |           |           |                     |           |           |           |           |           |                     |                     |           |           | Principal           |                     |           |  |  |  |  |  |  |
| Antagonistas principales           |                                           |           |           |                     |           |           |           |           |           |                     |                     |           |           |                     |                     |           |  |  |  |  |  |  |
| Johnny Tran                        | Rick Yune                                 | Principal |           |                     |           |           |           |           |           |                     |                     |           |           |                     |                     |           |  |  |  |  |  |  |
| Steve Choe                         | John Cho                                  |           | Principal |                     |           |           |           |           |           |                     |                     |           |           |                     |                     |           |  |  |  |  |  |  |
| Carter Verone                      | Cole Hauser                               |           |           |                     | Principal |           |           |           |           |                     |                     |           |           |                     |                     |           |  |  |  |  |  |  |
| D.K./Takashi                       | Brian Tee                                 |           |           |                     |           | Principal |           |           |           | Imágenes de archivo |                     |           |           |                     |                     |           |  |  |  |  |  |  |
| Arturo Braga                       | John Ortiz                                |           |           |                     |           |           |           | Principal |           | Cameo               |                     |           |           |                     |                     |           |  |  |  |  |  |  |
| Hernán Reyes                       | Joaquim de Almeida                        |           |           |                     |           |           |           |           | Principal |                     |                     |           |           |                     |                     |           |  |  |  |  |  |  |
| Owen Shaw                          | Luke Evans                                |           |           |                     |           |           |           |           |           | Principal           | Cameo               | Cameo     |           |                     |                     |           |  |  |  |  |  |  |
| Cipher                             | Charlize Theron                           |           |           |                     |           |           |           |           |           |                     |                     | Principal |           | Principal           | Principal           | Principal |  |  |  |  |  |  |
| Brixton Lore                       | Idris Elba                                |           |           |                     |           |           |           |           |           |                     |                     |           | Principal |                     |                     |           |  |  |  |  |  |  |
| Dante Reyes                        | Jason Momoa                               |           |           |                     |           |           |           |           |           |                     |                     |           |           |                     | Principal           | Principal |  |  |  |  |  |  |
| Antagonistas secundarios           |                                           |           |           |                     |           |           |           |           |           |                     |                     |           |           |                     |                     |           |  |  |  |  |  |  |
| Lance Nguyen                       | Reggie Lee                                | Principal |           |                     |           |           |           |           |           |                     |                     |           |           |                     |                     |           |  |  |  |  |  |  |
| Kenny Linder                       | Jim Parrack                               | Foto      |           |                     |           |           |           |           |           |                     |                     |           |           | Principal           |                     |           |  |  |  |  |  |  |
| Enrique                            | Mo Gallini                                |           |           |                     | Principal |           |           |           |           |                     |                     |           |           |                     |                     |           |  |  |  |  |  |  |
| Roberto                            | Roberto Sánchez                           |           |           |                     | Principal |           |           |           |           |                     |                     |           |           |                     |                     |           |  |  |  |  |  |  |
| Morimoto                           | Leonardo Nam                              |           |           |                     |           | Principal |           |           |           |                     |                     |           |           |                     |                     |           |  |  |  |  |  |  |
| Tío Kamata                         | Shin'ichi Chiba                           |           |           |                     |           | Principal |           |           |           |                     |                     |           |           |                     |                     |           |  |  |  |  |  |  |
| Fénix Calderón                     | Laz Alonso                                |           |           |                     |           |           |           | Principal |           | Imágenes de archivo |                     |           |           |                     |                     |           |  |  |  |  |  |  |
| Zizi                               | Michael Irby                              |           |           |                     |           |           |           |           | Principal |                     |                     |           |           |                     |                     |           |  |  |  |  |  |  |
| Riley Hicks                        | Gina Carano                               |           |           |                     |           |           |           |           |           | Principal           |                     |           |           |                     |                     |           |  |  |  |  |  |  |
| Jah                                | Joe Taslim                                |           |           |                     |           |           |           |           |           | Principal           |                     |           |           |                     |                     |           |  |  |  |  |  |  |
| Klaus                              | Kim Kold                                  |           |           |                     |           |           |           |           |           | Principal           |                     |           |           |                     |                     |           |  |  |  |  |  |  |
| Adolfson                           | Benjamin Davies                           |           |           |                     |           |           |           |           |           | Principal           |                     |           |           |                     |                     |           |  |  |  |  |  |  |
| Vegh                               | Clara Paget                               |           |           |                     |           |           |           |           |           | Principal           |                     |           |           |                     |                     |           |  |  |  |  |  |  |
| Denlinger                          | Samuel M. Stewart                         |           |           |                     |           |           |           |           |           | Principal           |                     |           |           |                     |                     |           |  |  |  |  |  |  |
| Kiet                               | Tony Jaa                                  |           |           |                     |           |           |           |           |           |                     | Principal           |           |           |                     |                     |           |  |  |  |  |  |  |
| Kara                               | Ronda Rousey                              |           |           |                     |           |           |           |           |           |                     | Principal           |           |           |                     |                     |           |  |  |  |  |  |  |
| Mose Jakande                       | Djimon Hounsou                            |           |           |                     |           |           |           |           |           |                     | Principal           |           |           |                     |                     |           |  |  |  |  |  |  |
| Connor Rhodes                      | Kristofer Hivju                           |           |           |                     |           |           |           |           |           |                     |                     | Principal |           |                     |                     |           |  |  |  |  |  |  |
| Otto                               | Thue Ersted Rasmussen                     |           |           |                     |           |           |           |           |           |                     |                     |           |           | Principal           |                     |           |  |  |  |  |  |  |
| Teniente Sue                       | Martyn Ford                               |           |           |                     |           |           |           |           |           |                     |                     |           |           | Principal           |                     |           |  |  |  |  |  |  |
| Ferocious Professional             | Francis Ngannou                           |           |           |                     |           |           |           |           |           |                     |                     |           |           | Principal           |                     |           |  |  |  |  |  |  |

- Durante la producción de Rápidos y Furiosos 7, Paul Walker murió en un accidente de un solo vehículo, el 30 de noviembre de 2013. Como resultado, su personaje Brian O'Conner fue escrito como retirado. Los hermanos de Walker, Caleb y Cody, se utilizaron, entre otros, como suplentes para completar las escenas restantes, y la película está dedicada a él.

- Joshua Coombes, Meeshua Garbett y Harry Hickles retratan versiones jóvenes de Deckard, Hattie y Owen, respectivamente, en Hobbs & Shaw.

- Vinnie Bennett, Finn Cole, Cered y Ozuna retratan versiones jóvenes de Dominic, Jakob, Leo y Santos, respectivamente en F9.

## Recepción

### Taquilla
| Película                              | Fecha de estreno    | Presupuesto     | Recaudación    | Recaudación    | Recaudación    | Ranking de todos los tiempos | Ranking de todos los tiempos | Ref(s)        |
| Película                              | Fecha de estreno    | Presupuesto     | Estados Unidos | Internacional  | Mundial        | Estados Unidos               | Mundial                      | Ref(s)        |
| ------------------------------------- | ------------------- | --------------- | -------------- | -------------- | -------------- | ---------------------------- | ---------------------------- | ------------- |
| The Fast and the Furious              | 22 de junio de 2001 | $38 millones    | $144,533,925   | $62,750,000    | $207,283,925   | 399                          | 758                          | [ 14 ]        |
| 2 Fast 2 Furious                      | 6 de junio de 2003  | $76 millones    | $127,154,901   | $109,195,760   | $236,350,661   | 504                          | 640                          | [ 15 ]        |
| The Fast and the Furious: Tokyo Drift | 16 de junio de 2006 | $85 millones    | $62,514,415    | $95,953,877    | $158,468,292   | 1,350                        |                              | [ 16 ]        |
| Fast & Furious                        | 3 de abril de 2009  | $85 millones    | $155,064,265   | $208,100,000   | $363,164,265   | 354                          | 352                          | [ 17 ]        |
| Fast Five                             | 29 de abril de 2011 | $125 millones   | $209,837,675   | $416,300,000   | $626,137,675   | 195                          | 143                          | [ 18 ]        |
| Fast & Furious 6                      | 24 de mayo de 2013  | $160 millones   | $238,679,850   | $550,000,000   | $788,679,850   | 144                          | 89                           | [ 19 ]        |
| Furious 7                             | 3 de abril de 2015  | $190 millones   | $353,007,020   | $1,163,038,891 | $1,516,045,911 | 54                           | 9                            | [ 20 ]        |
| The Fate of the Furious               | 14 de abril de 2017 | $250 millones   | $226,008,385   | $1,009,996,733 | $1,236,005,118 | 164                          | 19                           | [ 20 ]        |
| Fast & Furious Presents: Hobbs & Shaw | 2 de agosto de 2019 | $200 millones   | $173,956,935   | $585,100,000   | $760,056,935   | 285                          | 97                           | [ 21 ]        |
| F9: The Fast Saga                     | 25 de junio de 2021 | $200 millones   | $173,005,945   | $553,223,556   | $726,229,501   | 286                          | 107                          | [ 22 ] [ 23 ] |
| Fast X                                | 19 de mayo de 2023  | $340 millones   | $145,960,660   | $577,190,717   | $724,151,377   | 110                          |                              | [ 24 ] [ 25 ] |
| Total                                 | Total               | $1.409 millones | $1,860,514,415 | $4,751,703,877 | $7,329,457,844 | 12                           | 9                            |               |

### Crítica
| Película                              | Rotten Tomatoes   | Rotten Tomatoes      | Rotten Tomatoes        | Metacritic      | CinemaScore | IMDb                | FilmAffinity       |
| Película                              | Críticos          | Críticos importantes | Audiencia              | Metacritic      | CinemaScore | IMDb                | FilmAffinity       |
| ------------------------------------- | ----------------- | -------------------- | ---------------------- | --------------- | ----------- | ------------------- | ------------------ |
| The Fast and the Furious              | 54% (157 reseñas) | 61% (41 reseñas)     | 74% (1 043 222 votos)  | 58 (34 reseñas) | B+          | 6.8 (404 000 votos) | 5.6 (41 619 votos) |
| 2 Fast 2 Furious                      | 37% (160 reseñas) | 36% (45 reseñas)     | 50% (32 791 071 votos) | 38 (36 reseñas) | A-          | 5.9 (287 000 votos) | 4.9 (27 680 votos) |
| The Fast and the Furious: Tokyo Drift | 38% (141 reseñas) | 37% (49 reseñas)     | 69% (535 254 votos)    | 45 (32 reseñas) | A-          | 6.0 (287 000 votos) | 4.7 (23 859 votos) |
| Fast & Furious                        | 28% (179 reseñas) | 28% (50 reseñas)     | 67% (490 909 votos)    | 46 (28 reseñas) | A-          | 6.5 (301 000 votos) | 5.5 (20 691 votos) |
| Fast Five                             | 78% (208 reseñas) | 78% (58 reseñas)     | 83% (138 865 votos)    | 66 (41 reseñas) | A           | 7.3 (396 000 votos) | 6.0 (28 339 votos) |
| Fast & Furious 6                      | 71% (213 reseñas) | 70% (53 reseñas)     | 84% (342 800 votos)    | 61 (39 reseñas) | A           | 7.0 (407 000 votos) | 5.7 (23 110 votos) |
| Furious 7                             | 81% (281 reseñas) | 83% (69 reseñas)     | 82% (194 153 votos)    | 67 (50 reseñas) | A           | 7.1 (404 000 votos) | 5.8 (20 143 votos) |
| The Fate of the Furious               | 67% (314 reseñas) | 64% (73 reseñas)     | 72% (36 431 votos)     | 56 (45 reseñas) | A           | 6.6 (244 000 votos) | 5.5 (13 197 votos) |
| Fast & Furious Presents: Hobbs & Shaw | 67% (349 reseñas) | 60% (70 reseñas)     | 83% (27 687 votos)     | 60 (54 reseñas) | A-          | 6.5 (225 000 votos) | 5.4 (8 626 votos)  |
| F9                                    | 59% (315 reseñas) | 59% (64 reseñas)     | 69% (10 000 votos)     | 58 (54 reseñas) | A-          | 5.2 (152 000 votos) | 4.7 (6 135 votos)  |
| Fast X                                | 56% (313 reseñas) | 51% (63 reseñas)     | 76% (10 000 votos)     | 56 (59 reseñas) | B-          | 5.8 (103 000 votos) | 5.3 (3 907 votos)  |
| Promedio                              | 58%               | 57%                  | 74%                    | 56              | A-          | 6.4                 | 5.4                |

## Música

### Bandas sonoras
| Título                                                                     | Fecha de lanzamiento en Estados Unidos | Duración | Compositor(es)                                 | Sello                                    |
| -------------------------------------------------------------------------- | -------------------------------------- | -------- | ---------------------------------------------- | ---------------------------------------- |
| The Fast and the Furious: Original Motion Picture Soundtrack               | 5 de junio de 2001                     | 72:13    | N/A                                            | Murder Inc. Def Jam Recordings Universal |
| More Fast and Furious                                                      | 18 de diciembre de 2001                | 47:32    | N/A                                            | Island                                   |
| 2 Fast 2 Furious: Soundtrack                                               | 27 de mayo de 2003                     | 42:29    | N/A                                            | Def Jam South Disturbing Tha Peace       |
| The Fast and the Furious: Tokyo Drift (Original Motion Picture Score)      | 20 de junio de 2006                    | 64:10    | Brian Tyler                                    | Varèse Sarabande Universal               |
| The Fast and the Furious: Tokyo Drift (Original Motion Picture Soundtrack) | 27 de junio de 2006                    | 38:29    | Brian Tyler, Pharrell Williams y Dr. Dre       | Varèse Sarabande                         |
| Fast & Furious: Original Motion Picture Soundtrack                         | 31 de marzo de 2009                    | 44:01    | Justin Lin, Neal H. Moritz y Pharrell Williams | Star Trak Entertainment Interscope       |
| Fast & Furious: Original Motion Picture Score                              | 28 de abril de 2009                    | 78:11    | Brian Tyler                                    | Varèse Sarabande                         |
| Fast Five: Original Motion Picture Soundtrack                              | 25 de abril de 2011                    | 50:48    | N/A                                            | ABKCO                                    |
| Fast Five: Original Motion Picture Score                                   | 3 de mayo de 2011                      | 77:52    | Brian Tyler                                    | Varèse Sarabande                         |
| Fast & Furious 6: Original Motion Picture Soundtrack                       | 17 de mayo de 2013                     | 50:18    | N/A                                            | Def Jam Recordings                       |
| Furious 7: Original Motion Picture Soundtrack                              | 17 de marzo de 2015                    | 60:05    | N/A                                            | Atlantic                                 |
| Furious 7: Original Motion Picture Score                                   | 31 de marzo de 2015                    | 76:42    | Brian Tyler                                    | Back Lot                                 |
| The Fate of the Furious: The Album                                         | 14 de abril de 2017                    | 49:50    | N/A                                            | APG Atlantic                             |
| The Fate of the Furious: Original Motion Picture Score                     | 28 de abril de 2017                    | 77:16    | Brian Tyler                                    | Back Lot                                 |
| Fast & Furious Presents: Hobbs & Shaw (Original Motion Picture Soundtrack) | 26 de julio de 2019                    | 50:10    | N/A                                            | Back Lot                                 |
| Fast & Furious Presents: Hobbs & Shaw (Original Motion Picture Score)      | 2 de agosto de 2019                    | 40:33    | Tyler Bates                                    | Back Lot                                 |
| Road to F9                                                                 | 31 de julio de 2020                    | 35:17    | N/A                                            | Atlantic                                 |
| F9: The Fast Saga (Original Motion Picture Soundtrack)                     | 17 de junio de 2021                    | 39:12    | N/A                                            | Atlantic                                 |
| F9: The Fast Saga (Original Motion Picture Score)                          | 2 de julio de 2021                     | 114:16   | Brian Tyler                                    | Back Lot                                 |

### Sencillos
| Título                             | Fecha de lanzamiento en Estados Unidos | Duración | Artista(s)                                      | Sello                   |
| ---------------------------------- | -------------------------------------- | -------- | ----------------------------------------------- | ----------------------- |
| "Tokyo Drift"                      | 7 de junio de 2006                     | 4:51     | Teriyaki Boyz                                   | Star Trak Entertainment |
| "Danza kuduro"                     | 15 de agosto de 2010                   | 3:19     | Don Omar y Lucenzo                              | ABKCO                   |
| "How We Roll (Fast Five Remix)"    | 23 de abril de 2011                    | 3:56     | Don Omar, J-Doe, Reek da Villian y Busta Rhymes | ABKCO                   |
| "Bandoleros"                       | 17 de mayo de 2013                     | 3:15     | Don Omar y Tego Calderón                        | Def Jam                 |
| "We Own It"                        | 12 de junio de 2013                    | 3:47     | 2 Chainz y Wiz Khalifa                          | Def Jam                 |
| "Ride Out"                         | 17 de febrero de 2015                  | 3:31     | Kid Ink, Tyga, Wale, YG and Rich Homie Quan     | Atlantic                |
| "How Bad Do You Want It (Oh Yeah)" | 23 de febrero de 2015                  | 3:44     | Sevyn Streeter                                  | Atlantic                |
| "See You Again"                    | 10 de marzo de 2015                    | 3:49     | Wiz Khalifa y Charlie Puth                      | Atlantic                |
| "Hey Ma"                           | 10 de marzo de 2017                    | 3:14     | Pitbull, J Balvin y Camila Cabello              | APG Atlantic Universal  |
| "Good Life"                        | 17 de marzo de 2017                    | 3:45     | G-Eazy y Kehlani                                | APG Atlantic Universal  |
| "Gang Up"                          | 24 de marzo de 2017                    | 3:51     | Young Thug, 2 Chainz, Wiz Khalifa y PnB Rock    | APG Atlantic Universal  |
| "Getting Started"                  | 2 de julio de 2019                     | 2:45     | Aloe Blacc y JID                                | Black Lot               |
| "One Shot"                         | 18 de junio de 2020                    | 3:16     | YoungBoy Never Broke Again y Lil Baby           | Never Broke Again       |
| "Convertible Burt"                 | 2 de julio de 2020                     | 2:55     | Tory Lanez y Kevin Gates                        | N/A                     |

## Otros medios

### Atracciones del parque temático Universal
Después del lanzamiento de Tokyo Drift en 2006, Universal comenzó a comercializar la franquicia introduciendo atracciones de parques temáticos. De 2006 a 2013, la atracción The Fast and the Furious: Extreme Close-Up se incluyó como parte de Studio Tour en Universal Studios Hollywood. El tranvía de la gira entraría en una pequeña arena, que presentaba una demostración de vehículos de apoyo manipulados por brazos robóticos articulados.
Una nueva atracción, Fast & Furious: Supercharged, se abrió como parte del Studio Tour en Universal Studios Hollywood en 2015. El tranvía de la gira pasa el negro Dodge Charger utilizado en la quinta película, mientras se muestra a los pasajeros un video de Luke Hobbs, quien les informa que un testigo de gran valor buscado por Owen Shaw está en el tranvía. El tranvía ingresa a una fiesta de almacén, donde el elenco aparece a través de un efecto Fantasma de Pepper, antes de que el FBI cierre la fiesta y el tranvía se mueve a un simulador de movimiento donde se produce una secuencia de persecución, dirigida por Roman Pearce, Letty Ortiz y Dominic Toretto. Una atracción similar se abrió en Universal Studios Florida en 2018. En la cola, los invitados pasan por un garaje con recuerdos de las películas antes de recibir una videollamada de Tej Parker y Mia Toretto invitándolos a una fiesta. Los invitados abordan "autobuses de fiesta", donde reciben el mensaje de video de Hobbs y el viaje continúa como lo hace en la versión de Hollywood.

### Excursión
En 2018, Universal anunció la gira Fast & Furious Live. Es un grupo de espectáculos en vivo que combina acrobacias en escena, pirotecnia y mapeo de proyección para recrear escenas de las películas y realizar otras acrobacias. Durante la producción, miles de especialistas y conductores de acrobacias audicionaron y se les exigió someterse a un campamento de entrenamiento de cuatro meses si se seleccionó. Además, también se presentaron atletas de parkour y acrobacias que requieren conductores y practicantes de parkour.
"Fast & Furious Live" tuvo dos shows previos entre el 11 y el 12 de enero de 2018 en el Echo Arena de Liverpool, antes de comenzar oficialmente una gira europea una semana después.
La siguiente lista proviene del sitio web de la gira:

Resumen del recorrido
| Fecha                             | Ciudad              | País              | Lugar de eventos    |
| Europa                            | Europa              | Europa            | Europa              |
| --------------------------------- | ------------------- | ----------------- | ------------------- |
| 19-20 de enero de 2018            | Londres             | Inglaterra        | The O2 Arena        |
| 26-28 de enero de 2018            | Amberes             | Bélgica           | Sportpaleis         |
| 2-4 de febrero de 2018            | Turín               | Italia            | Pala Alpitour       |
| 9-11 de febrero de 2018           | Viena               | Austria           | Wiener Stadthalle   |
| 16-18 de febrero de 2018          | Múnich              | Alemania          | Olympiahalle        |
| 24-25 de febrero de 2018          | Arnhem              | Los Países Bajos  | Gelredome           |
| 2-4 de marzo de 2018              | Colonia             | Alemania          | Lanxess Arena       |
| 9-11 de marzo de 2018             | Montpellier         | Francia           | Park&Suites Arena   |
| 16-17 de marzo de 2018            | Lisboa              | Portugal          | Altice Arena        |
| 6-8 de abril de 2018              | Newcastle upon Tyne | Inglaterra        | Metro Radio Arena   |
| 13-15 de abril de 2018            | Mánchester          | Inglaterra        | Manchester Arena    |
| 20-22 de abril de 2018            | Birmingham          | Inglaterra        | Arena Birmingham    |
| 27-29 de abril de 2018            | Belfast             | Irlanda del Norte | SSE Arena           |
| 4-6 de mayo de 2018               | Sheffield           | Inglaterra        | FlyDSA Arena        |
| 11-13 de mayo de 2018             | Glasgow             | Escocia           | The SSE Hydro       |
| 18-20 de mayo de 2018             | Zúrich              | Suiza             | Hallenstadion       |
| 25-27 de mayo de 2018             | Estocolmo           | Suecia            | Ericsson Globe      |
| 1-3 de junio de 2018              | Oslo                | Noruega           | Telenor Arena       |
| 8-10 de junio de 2018             | Helsinki            | Finlandia         | Hartwall Arena      |
| 15-17 de junio de 2018            | Copenhague          | Dinamarca         | Royal Arena         |
| 22-24 de junio de 2018            | Berlín              | Alemania          | Mercedes-Benz Arena |
| 29 de junio al 1 de julio de 2018 | París               | Francia           | AccorHotels Arena   |

Después de que concluyó la etapa principal de la gira, "Fast & Furious Live" se extendió en septiembre de 2018 para cinco espectáculos adicionales, con dos espectáculos encore celebrados en Pala Alpitour en Turín del 7 al 8 de septiembre, un espectáculo en Ziggo Dome en Ámsterdam el 15 de septiembre, y dos espectáculos en el O2 Arena en Praga del 21 al 22 de septiembre.
La gira fue criticada en reiteradas ocasiones; Ryan Gilbey de The Guardian escribió en su reseña que "grandes secciones de asientos en el O2 estaban cerradas; filas enteras en el resto estaban vacías", así como que "el único peligro en Fast & Furious Live es que la audiencia podría morir de envenenamiento por monóxido de carbono o aburrimiento". Adam White (de The Daily Telegraph) le dio al programa una calificación de 2 sobre 5, y comentó que "Fast & Furious Live a menudo se siente como un juego complejo pero letárgico, uno de ellos depende casi por completo de imaginación".
Al final, la gira fue un fracaso financiero, ya que la compañía productora del espectáculo decidió terminar con todo en el verano de 2018, y todos los automóviles y equipos se subastaron en 2019.

### Videojuegos
Fast & Furious también ha generado varios videojuegos de carreras vinculados a la serie, o ha servido de inspiración para otros juegos jugables en varios sistemas. Los juegos The Fast and the Furious y 2 Fast 2 Furious basados la primera y segunda película respectivamente, lanzados en 2004. El juego The Fast and the Furious se lanzó en 2006 para PlayStation 2 y PlayStation Portable, y tuvo una gran inspiración de Tokyo Drift. El juego se vendió moderadamente y se abrió a críticas mixtas.
En particular, se han lanzado varios juegos para móviles, con un número disponible para diferentes dispositivos, con los vínculos The Fast and the Furious: Fugitive, The Fast and the Furious: Pink Slip, Fast & Furious, Fast & Furious: Adrenaline, Fast Five y Fast & Furious 6. Para la sexta entrega, Universal ayudó a desarrollar un vínculo oficial titulado Fast & Furious 6: The Game, y también ayudó al desarrollo de Fast & Furious: Legacy.
Fast & Furious: Showdown se lanzó en 2013 para Microsoft Windows, Xbox 360, PlayStation 3, Wii U y Nintendo 3DS. Marcó el segundo juego disponible para las consolas convencionales, y el jugador controla varios personajes para ayudar a cerrar la brecha narrativa entre la quinta y la sexta película. Se abrió a las críticas negativas y al éxito financiero mediocre. Además, varios autos, ubicaciones y personajes de la serie también han aparecido en el juego específico de Facebook Car Town.
En 2015, en un acuerdo con Microsoft Studios, se lanzó una expansión independiente de Forza Horizon 2 para Xbox One y Xbox 360 titulada Forza Horizon 2 presenta Fast & Furious. Fue lanzado para promover Furious 7, y recibió una recepción generalmente positiva, aunque algunos críticos lamentaron la participación limitada de los personajes principales. En 2017, el juego de fútbol vehicular Rocket League lanzó un paquete contenido descargable (DLC) en promoción para The Fate of the Furious, donde los jugadores podrían comprar el Dodge Charger de la película, así como sus ruedas exclusivas y otras seis nuevas personalizaciones.
Fast & Furious Crossroads se anunció en The Game Awards 2019. Publicado por Bandai Namco, y desarrollado por Slightly Mad Studios, que trabaja en las series Need for Speed: Shift y Project CARS. Este juego se publicó en mayo de 2020 para PC, PlayStation 4 y Xbox One.

### Juguetes
En 2002, RadioShack almacenó y vendió ZipZaps micro RC versiones de los autos de la primera película, mientras que el fabricante diecast metal Racing Champions lanzó réplicas de automóviles de las dos primeras entregas en diferentes escalas del 1/18 al 1/64, en 2004.
 AMT Ertl rivalizó con los autos lanzados por Racing Champions al producir kits de plástico a escala 1/24 de los autos héroes en 2004, mientras Johnny Lightning, bajo la marca JL Full Throttle, lanzó 1/64 y 1/24 modelos de automóviles de Tokyo Drift. Estos modelos fueron diseñados por el famoso diseñador de fundición a presión Eric Tscherne. En 2011, Universal otorgó la licencia a la compañía Greenlight para vender modelos de automóviles de todas las películas en anticipación de Fast Five. Desde 2013, Hot Wheels ha lanzado modelos 1/64 de cada automóvil desde la sexta entrega.